# Нив'янка волотиста
Нив'янка волотиста, неслея волотиста (Neslia paniculata) — вид рослин з родини капустяних (Brassicaceae), поширений у Євразії й Північній Африці.

## Опис
Однорічна трав'яниста рослина 20–70 см заввишки. Рослина дещо шершава від коротких щетинистих волосків. Нижні листки звужені в черешок, верхні — сидячі, зі стрілоподібною основою. Пелюстки жовті, 2–2.5 мм завдовжки. Стручечки не розкриваються, 1.5–2.5 мм завдовжки, кулясті, горішкоподібні, з твердою, ямчато-сітчастої шкаралупою. 2n = 14.

## Поширення
Поширений у Євразії й Північній Африці; натуралізований у Канаді, США, Кубі, Аргентині, Бельгії, півдні Норвегії, півдні Фінляндії, .
В Україні вид зростає на полях, узбіччях доріг — на всій території розсіяно; бур'ян, жиро-олійна, фарбувальна рослина.

## Галерея

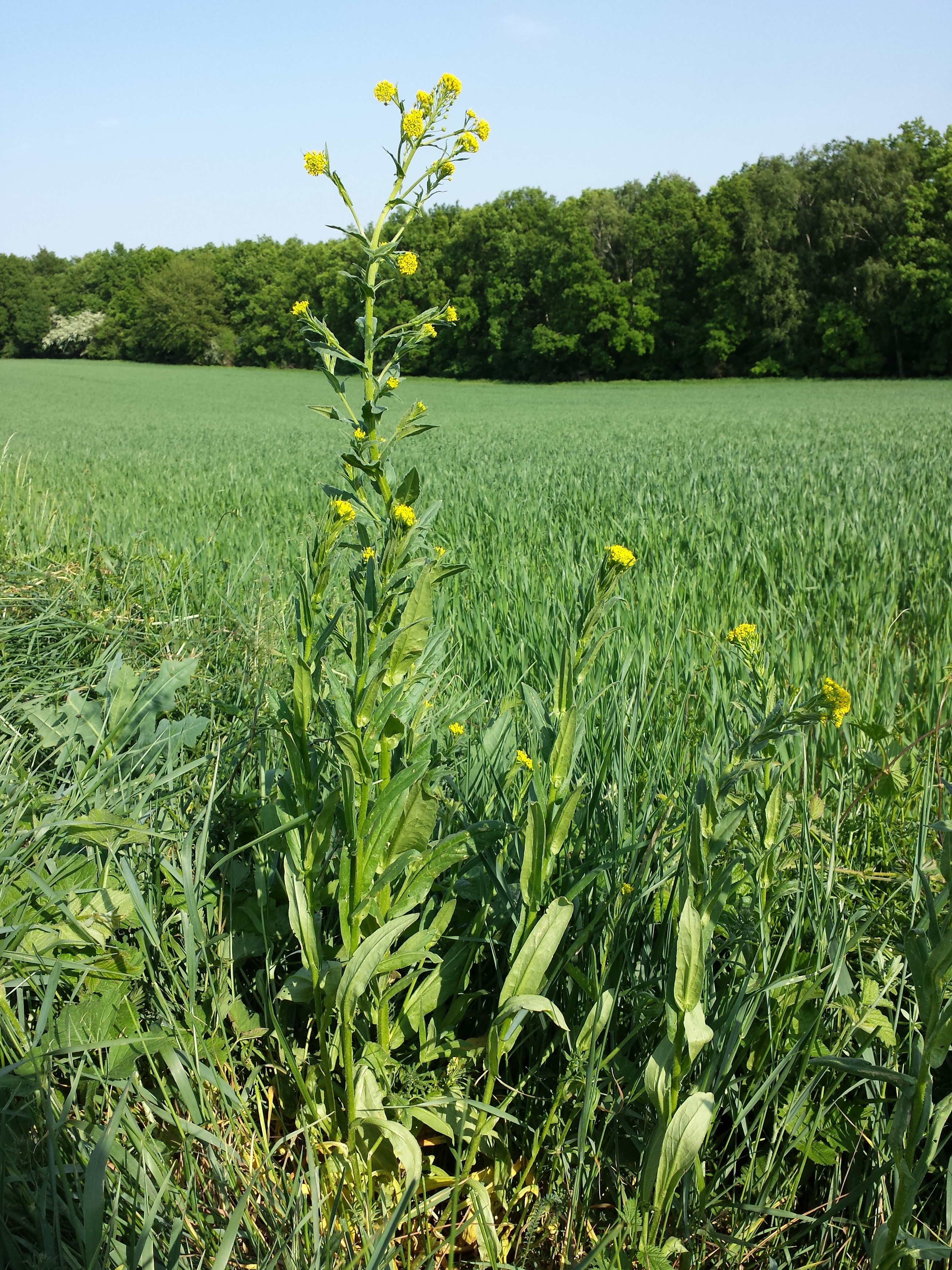
рослина у середовищі проживання
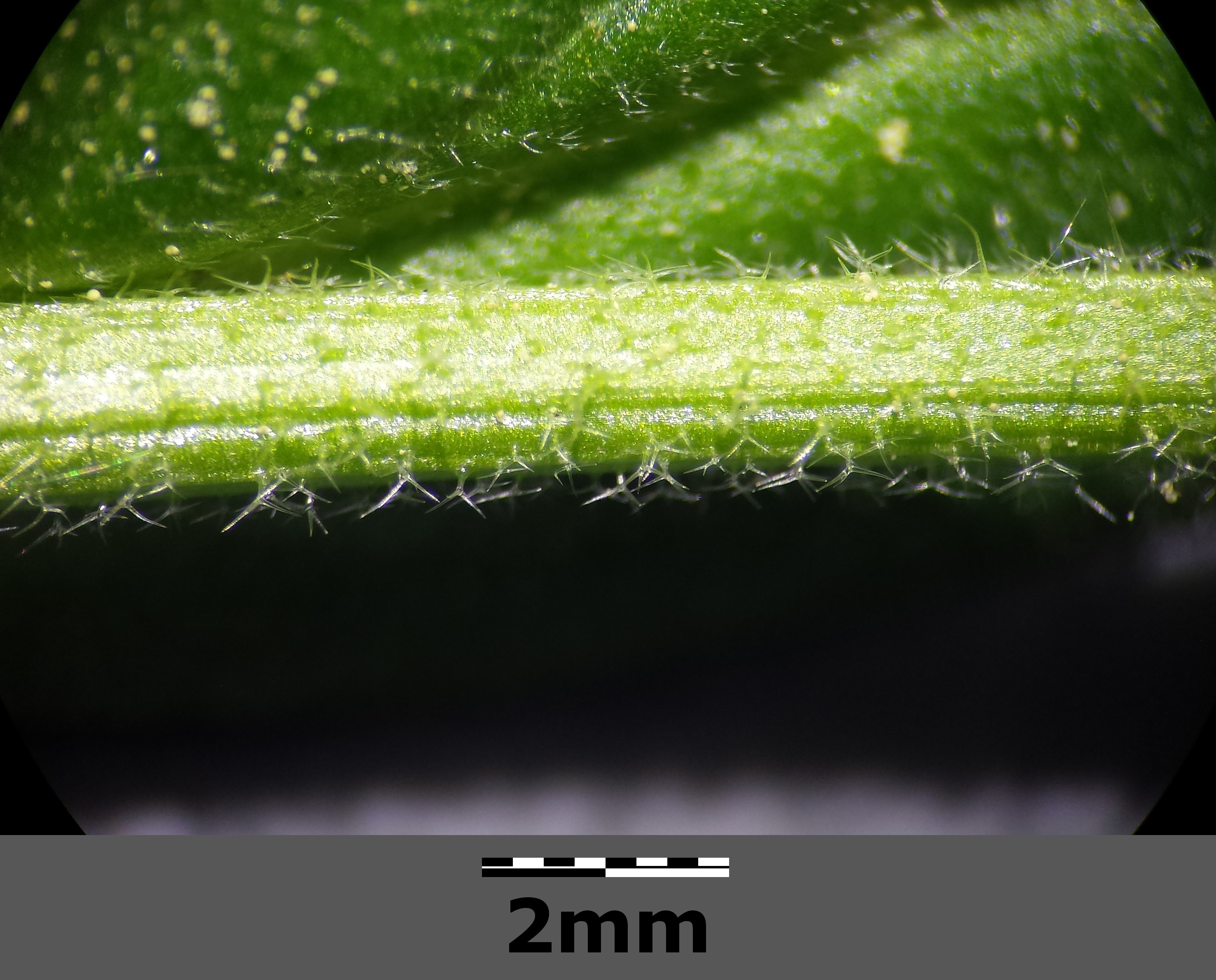
стебло з розгалуженим волоссям
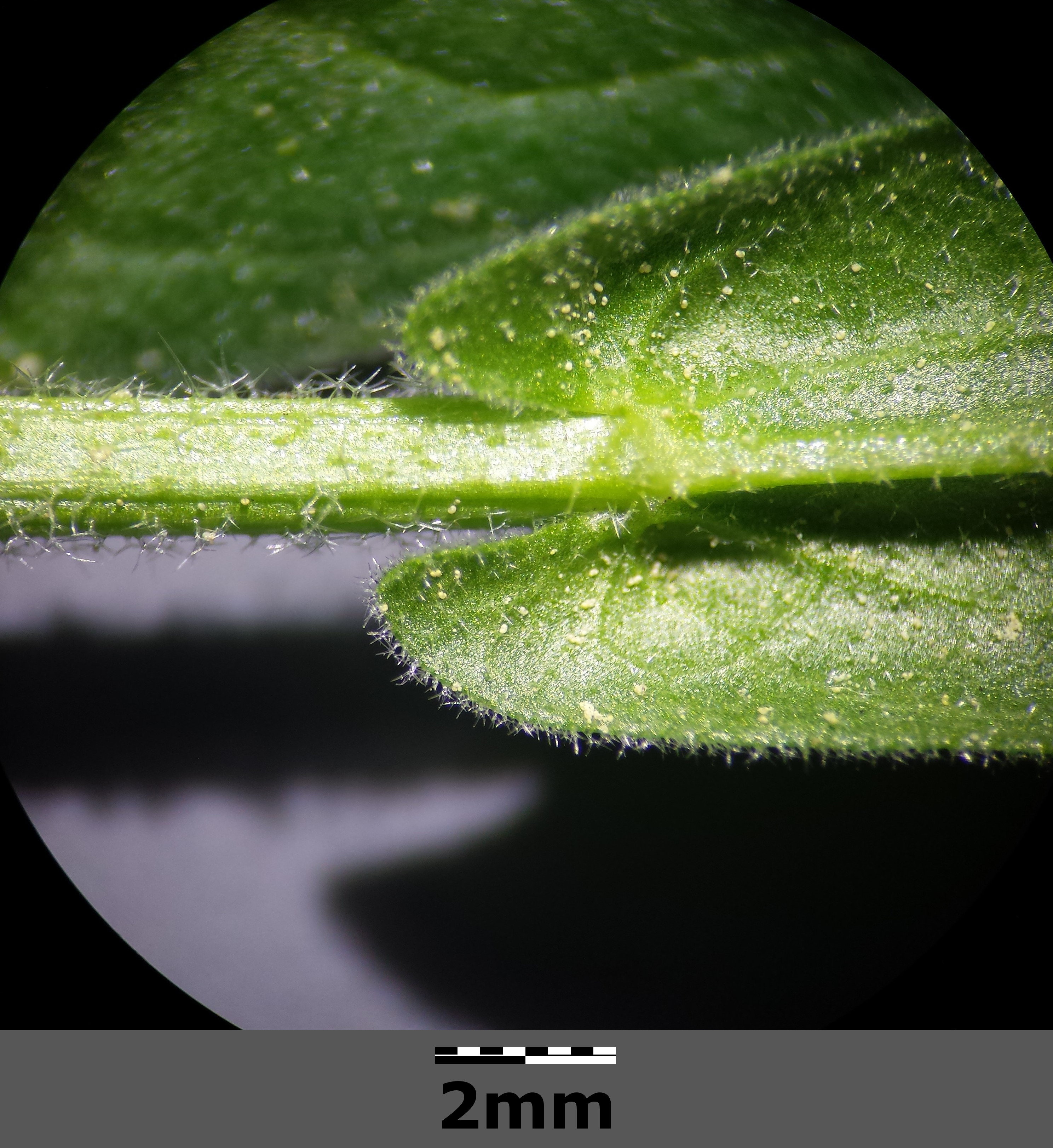
лист охоплює стебло
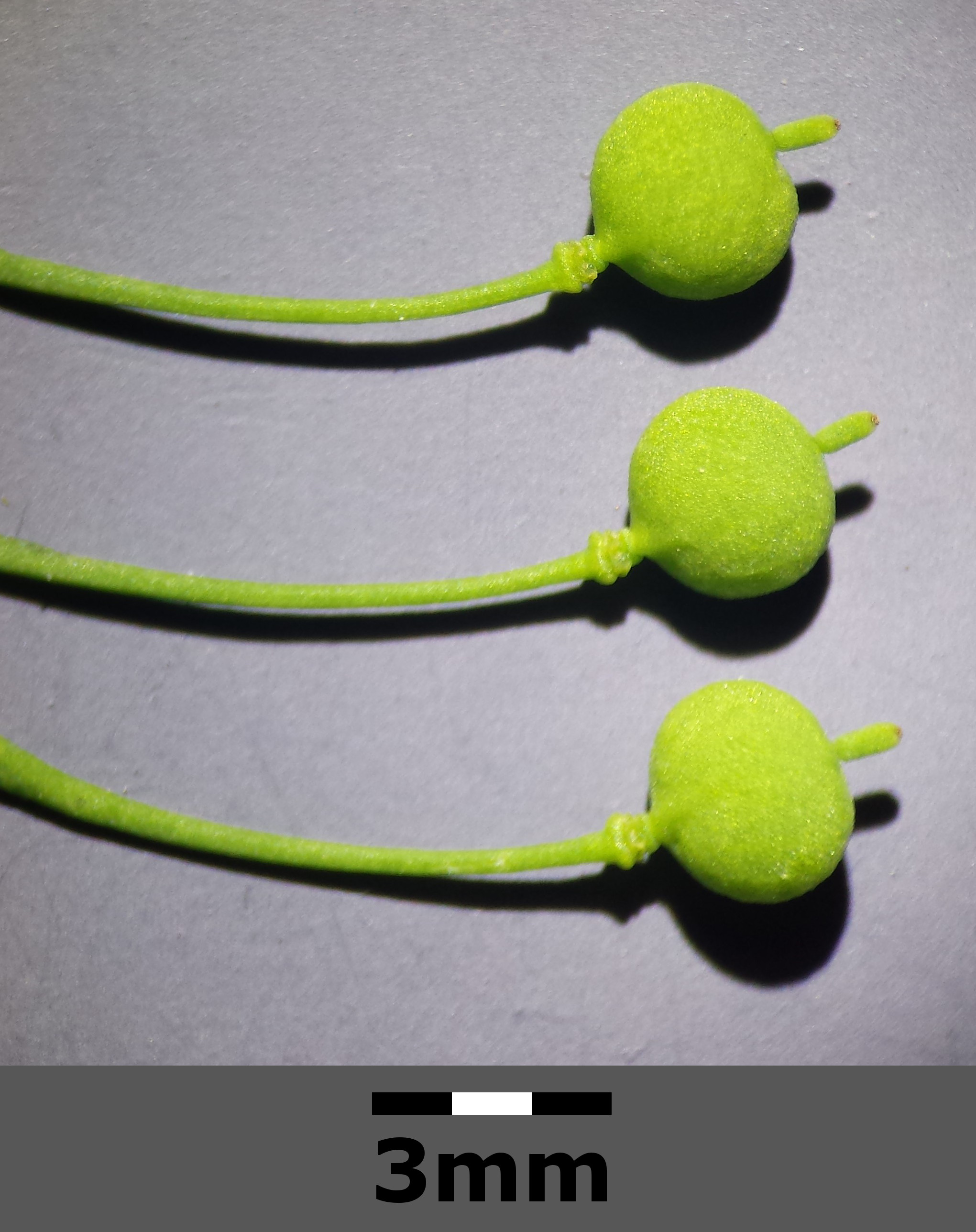
стручки
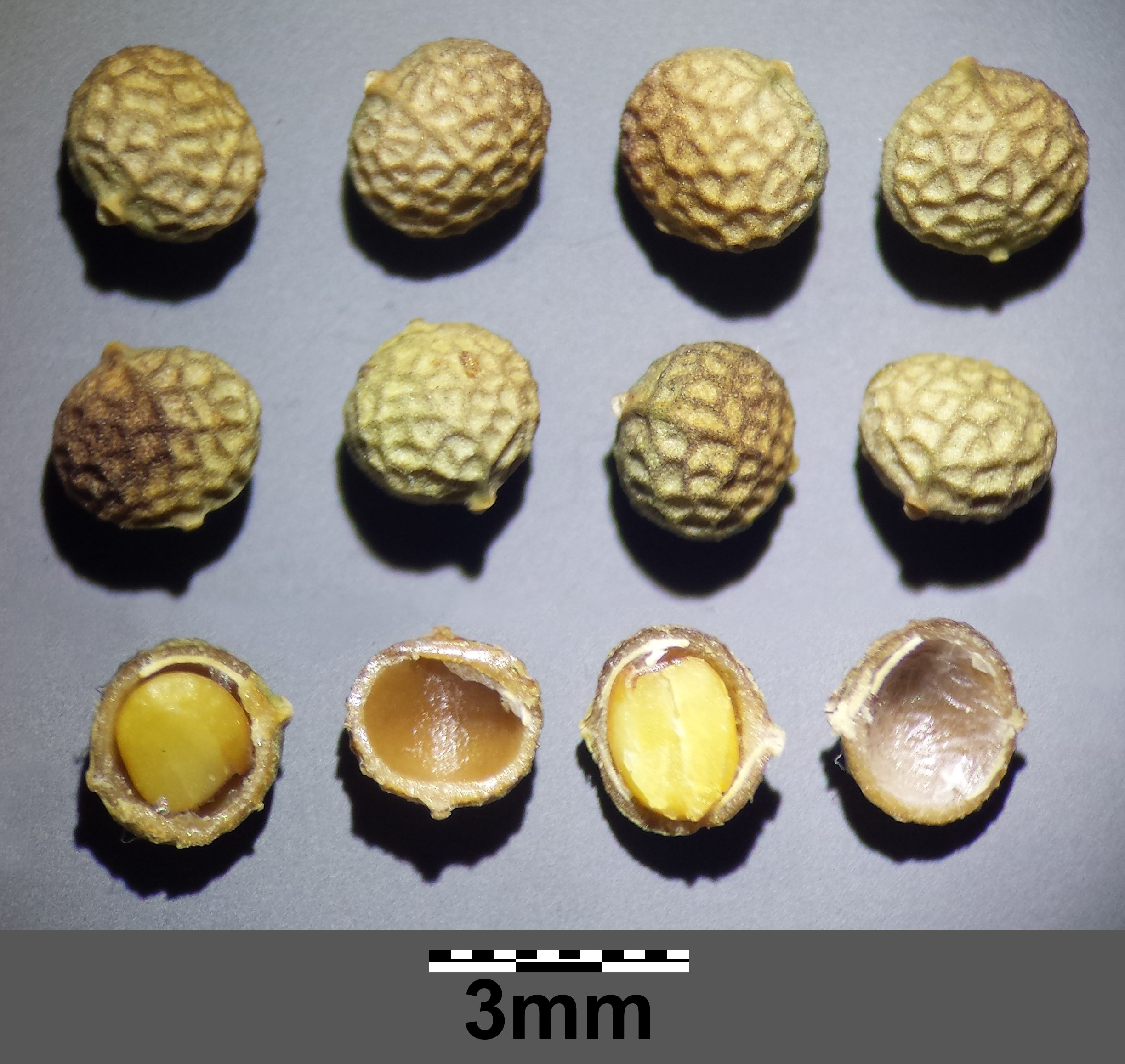
стручки
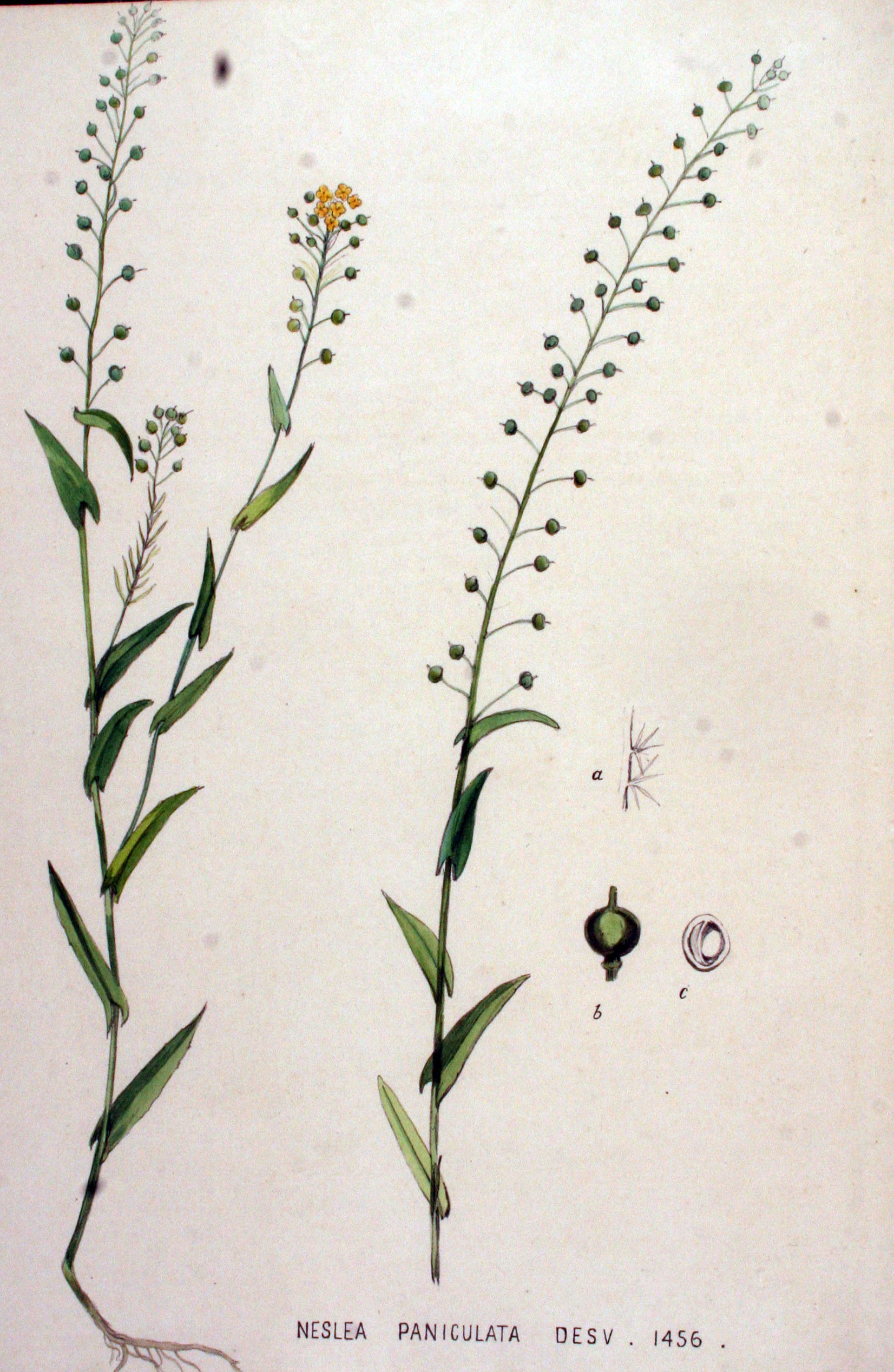
ілюстрація